# Gold(I)-sulfid
Gold(I)-sulfid in eine chemische Verbindung von Gold und Schwefel. Der schwarz-braune Feststoff ist neben Gold(III)-sulfid eines der beiden bekannten Sulfide des Goldes.
Neben dem Feststoff ist auch eine Synthese von Nanopartikeln möglich, die im Vergleich zum Festkörper unterschiedliche optische und elektronische Eigenschaften aufweisen.

## Gewinnung und Darstellung
Gold(I)-sulfid lässt sich aus Gold-Cyanid-Lösungen mit Hilfe von Schwefelwasserstoff gewinnen. Dazu wird Gold zunächst unter Sauerstoffzutritt in einer Kaliumcyanidlösung gelöst. Mit Schwefelwasserstoff lässt sich danach das Sulfid aus der Lösung ausfällen.
{\displaystyle \mathrm {4\ Au+8\ KCN+2\ H_{2}O+O_{2}\longrightarrow 4\ K[Au(CN)_{2}]+4\ KOH} }
Lösen des Goldes
{\displaystyle \mathrm {2\ K[Au(CN)_{2}]+H_{2}S+2\ H_{2}O\longrightarrow Au_{2}S+2\ KOH+4\ HCN} }
Fällung des Gold(I)-sulfides

## Eigenschaften

### Physikalische Eigenschaften
Gold(I)-sulfid kristallisiert in der gleichen Kristallstruktur wie Kupfer(I)-oxid. Die Struktur ist kubisch mit der Raumgruppe Pn3m (Raumgruppen-Nr. 224) und dem Gitterparameter a = 502 pm.
Zwischen 25 und 100 °C ist Gold(I)-sulfid ein Halbleiter vom p-Typ mit einer Bandlücke von 0,37 eV.

### Chemische Eigenschaften
Ab 217 °C zersetzt sich Gold(I)-sulfid. An der Luft entsteht dabei neben elementarem Gold Schwefeldioxid.
In Wasser ist Gold(I)-sulfid unlöslich, jedoch zersetzt es sich beim Kontakt mit Säuren in Gold und Schwefelwasserstoff.

## Netzhauterkrankungen durch Goldsulfide
Vergiftungen mit Goldverbindungen sind äußerst selten; lediglich beim Umgang mit löslichen Goldsalzen wie dem Kaliumdicyanoaurat(I) sind bei Arbeitern in Galvanisierbetrieben neben allergischen Reaktionen auch durch Ablagerungen von Goldsulfiden verursachte Erkrankungen der Netzhaut (Retina) des Auges (Retinopathien) aufgetreten.